# Les Kosem
Lès Kosem (1927-1976), còn được biết với bí danh Po Nagar, là một người Campuchia gốc Chăm, theo chủ nghĩa dân tộc phục quốc Champa. Ông cũng là một sĩ quan quân đội Campuchia có vai trò quan trọng trong Chiến tranh Đông Dương lần thứ hai và cuộc nội chiến Campuchia, từng giữ chức Chủ tịch Mặt trận Giải phóng Champa (FLC), một trong những lãnh tụ của lực lượng FULRO.

## Khởi đầu binh nghiệp
Thân thế của Kosem còn nhiều điểm chưa rõ ràng. Các tài liệu đáng tin cậy cho biết ông là một người Campuchia gốc Chăm, theo đạo Hồi. Không rõ tên thật của ông có phải là Les Kosem, Lès Kosem hoặc Les Kasem, hay đấy chỉ là tên đạo của ông. Ngoài ra, một số tên gọi như Haji hoặc Po Nagar cũng đã được ghi chép.
Dù thế nào thì Kosem cũng bắt đầu binh nghiệp của mình bằng việc phục vụ trong quân đội Liên hiệp Pháp trong cuộc Chiến tranh Đông Dương, chống lại những người Cộng sản Đông Dương đang lãnh đạo phong trào giành độc lập từ chính quyền thực dân Pháp.

## Đầu mối quy tụ các lực lượng đối lập Việt Nam
Chiến tranh Đông Dương kết thúc, Kosem ở lại phục vụ cho quân đội Vương quốc Campuchia với cấp bậc Thiếu tá. Ông được bổ nhiệm làm Trưởng phòng tình báo, Chỉ huy phó Lực lượng biên phòng, kiêm Tư lệnh quân nhảy dù và chỉ huy phó Lực lượng phòng thủ thủ đô Phnom Penh.
Mặc dù theo đuổi một chính sách trung lập, nhưng mối quan hệ giữa Campuchia với quốc gia láng giềng lại không mấy hữu hảo. Thái độ trung lập đã biến Campuchia thành nơi trú chân cho các lực lượng đối lập chống chính phủ Việt Nam Cộng hòa, bao gồm các giáo phái, các sĩ quan Việt Nam lưu vong, các bộ tộc thiểu số ở Cao Nguyên, và cả những người Cộng sản... Giữa những mối liên hệ đó, Les Kosem là một mắt xích rất quan trọng.
Ngay từ đầu năm 1955 thời Quốc gia Việt Nam, khi áp lực của Thủ tướng Ngô Đình Diệm đòi giải thể các lực lượng vũ trang giáo phái lên cao, Les Kosem đã có những liên hệ với chức sắc Cao Đài là Hộ pháp Phạm Công Tắc và tướng Hòa Hảo Lê Quang Vinh.
Tháng 10 năm 1955, Ngô Đình Diệm tổ chức trưng cầu dân ý để phế truất Bảo Đại và lên làm Tổng thống rồi mở những chiến dịch quân sự liên tục sau đó để tiêu diệt thế lực giáo phái cát cứ. Thủ lĩnh của các giáo phái đều phải lưu vong sang Campuchia. Tất cả đều được tình báo Campuchia, do Kosem chỉ huy, tiếp đón và tổ chức cuộc sống lưu vong, tập hợp thành một lực lượng chống đối Tổng thống Diệm từ hải ngoại mà đứng đầu là Hộ pháp Phạm Công Tắc.
Tình hình cũng tương tự như thế đối với các bộ tộc Tây Nguyên người Thượng. Lực lượng tình báo Campuchia, với sự trợ giúp của tình báo Pháp, đã tích cực xây dựng những mối liên hệ để chống đối lại quyền kiểm soát của chế độ Việt Nam Cộng hòa tại Cao Nguyên. Camp Rolland, một căn cứ cũ của Pháp sát biên giới Việt Nam, được xây dựng thành trại huấn luyện các chiến binh thiểu số để tung vào Cao Nguyên quấy rối chính quyền Việt Nam Cộng hòa.

## Thành lập Mặt trận Giải phóng Champa (FLC)
Chính trong những điều kiện đó, cuối thập niên 1950, Les Kosem lúc này đã là Trung tá, đã cho triệu tập các lãnh đạo người Chăm ở Campuchia, thành lập Mặt trận Giải phóng Champa (FLC) với mục tiêu đòi quyền tự trị cho dân tộc Chăm, tiến tới khôi phục một quốc gia Champa độc lập.
Về đối nội, Mặt trận Giải phóng Champa có ba ban.
- Ban tình báo có nhiệm vụ thu thập tín tức, tổ chức phá hoại, móc nối cơ sở do Huỳnh Ngọc Sắng, một người Chăm sinh sống tại Bình Thuận chỉ huy.
- Ban kinh tài có nhiệm vụ thu thuế của dân chúng, tiếp tế cho hậu cứ của Y Bham Ênuôl tại Camp Le Rolland, do Tôn Ái Liên (một người Chăm tại Châu Đốc)và vợ Les Kossem[1].
- Ban phát triển giáo dục cử người đi du học nước ngoài nghiên cứu về dân tộc Chăm.

Về đối ngoại: Les Kosem vận động các quốc gia ngoại quốc và thành lập nhiều tổ chức Chăm tại hải ngoại ủng hộ FLC. Năm 1970, Les Kosem sang Thái Lan  thành lập Tổ chức Người Chăm Chính thống Tiến bộ ủng hộ FLC. Sau đó Les Kosem đến Indonesia gặp tổng thống Sukarno và được hứa hẹn sẽ được ủng hộ 2 lữ đoàn dù để FLC phục quốc. Les Kosem cũng sang Pháp và châu Âu vận động cấp học bổng cho một số sinh viên Chăm vào học những trường đại học lớn tại Paris (Sorbonne), Aix en Provence...

## Trở thành một trong những lãnh tụ FULRO
Nhằm lôi kéo các phong trào sắc tộc ở Việt Nam Cộng hòa theo mình, Les Kosem tìm cách cứu Y Bham Enuol ra khỏi tù. Vì vậy vào đầu năm 1964, khi đặc phái viên, Y Sen Niê Kdam (dân tộc Rađê), nhân viên tình báo của trung tướng Nguyễn Khánh, tư lệnh quân đoàn II, đến Phnom Penh thảo luận về việc trở về Việt Nam của đại tá Nguyễn Chánh Thi. Lès Kosem đã chấp thuận sự trở về Việt Nam của Nguyễn Chánh Thi, với điều kiện trung tướng Nguyễn Khánh trả tự do cho Y Bham Enuôl. Sau Cuộc đảo chính tại Việt Nam Cộng hòa năm 1964, ngày 1 tháng 2 năm 1964, thủ tướng Nguyễn Khánh ra lệnh đưa Y Bham Enuôl ra khỏi ngục tù và đề cử ông làm phó tỉnh trưởng tỉnh Dak Lak. Thông qua Y Klong Niê (dân tộc M'nông), đặc phái viên của Y Bham Enuôl, Les Kosem hứa dành cho Y Bham Enuôl mọi đón tiếp nồng hậu nếu ông sang Campuchia tiếp tục đấu tranh chống lại Việt Nam Cộng Hòa. Tuy nhiên Y Bham Enuol đã ở lại Việt Nam, tham gia sáng lập và trở thành chủ tịch Mặt trận Giải phóng Cao Nguyên vào tháng 3 năm 1964.
Ngày 20 tháng 9 năm 1964, tại Campuchia dưới sự chủ tọa của quốc vương Sihanouk, Mặt trận Giải phóng Champa (Front de Libération du Champa - FLC) do Les Kosem lãnh đạo sáp nhập với Mặt trận Giải phóng xứ Campuchia Krom (Front de Libération du Kampuchea Krom - FLKK) tức FULRO Khmer, do Chau Dera làm đại diện và Mặt trận Giải phóng Cao Nguyên (FLHP) tức FULRO Thượng, do Y Bham Enuol chỉ huy; thành lập Mặt trận Thống nhất Đấu tranh của các sắc tộc bị áp bức (tiếng Pháp: Front Uni de Lutte des Races Opprimées - FULRO).
Trong thực tế, Y Bham Ênuôl là "kẻ ăn nhờ ở đậu" nên không có thực quyền nào ngoài uy tín cá nhân. Người nắm hết mọi quyền hành chính là Les Kosem. Chính vì vậy, Kosem đã ra lệnh cho một số đơn vị vũ trang của FULRO từ biên giới Campuchia tấn công một số đồn lính của Việt Nam Cộng hòa thuộc tỉnh Đăk Lăk, sau đó tiến quân về Ban Mê Thuột chiếm đài phát thanh để phổ biến những yêu sách của họ.
Do Y Bham Enuol chủ trương ôn hòa, giải quyết các vấn đề mâu thuẫn Kinh-Thượng theo phương thức hòa bình, ngày 20 tháng 9 năm 1966, Les Kosem đem quân bao vây Camp le Rolland ép Y Bham Ênuôl nhường lãnh thổ của Mặt trận Giải phóng Cao Nguyên cho Mặt trận Giải phóng Champa (FLC). Nhưng âm mưu này bất thành vì Trung tá Y Em mang quân đến giải vây Camp Le Rolland. Ngày 30 tháng 12 năm 1968 trước khi Quân lực Việt Nam Cộng hòa đem trực thăng sang Camp le Rolland đón Y Bham Ênuôl và lực lượng FULRO Thượng về Ban Mê Thuột cộng tác với chính quyền thì Les Kosem đã đem Quân đội Hoàng gia Campuchia bao vây Camp le Rolland bắt Y Bham Ênuôl đưa về Phnom Penh giam lỏng cho đến khi ông bị Khmer Đỏ hành quyết vào tháng 4 năm 1975.

## Phục vụ chế độ Lon Nol
Cũng từ năm 1966, dưới sự chỉ huy của Tư lệnh lực lượng phòng thủ thủ đô, Trung tá Um Savuth, Kosem trở thành một sĩ quan Campuchia tham gia bí mật việc vận chuyển vũ khí từ cảng Sihanoukville ở Campuchia cho Việt Cộng, theo một thỏa thuận bí mật giữa người đứng đầu nhà nước Campuchia, Norodom Sihanouk, và những người Cộng sản Việt Nam.
Tuy nhiên, sau cuộc đảo chính Campuchia năm 1970, Kosem chuyển sang ủng hộ chế độ Cộng hòa Khmer của Lon Nol, và thăng chức đến cấp Chuẩn tướng trong Lực lượng Vũ trang Khmer (FANK). Trong những năm đầu của cuộc nội chiến, Kosem được bổ nhiệm làm Tư lệnh Lữ đoàn 5 chiến đấu trong lực lượng Lon Nol chống lại Khmer đỏ. Theo một số nguồn thì Kosem nổi tiếng về sự tàn bạo và tham nhũng. Đơn vị của Kosem bị cáo buộc đã tàn sát những người dân ủng hộ Khmer đỏ, những tai tiếng này đã dẫn đến đơn vị bị giải tán.
Năm 1974, ông được bổ nhiệm làm đại sứ lưu động của Cộng hòa Khmer. Sau chiến thắng tháng 4 năm 1975 của Khmer Đỏ, trong khi hầu hết lãnh tụ FULRO bị hành quyết thì Kosem trốn thoát sang Malaysia. Ông chết vì nguyên nhân tự nhiên một năm sau đó. 